# Jacques Widerkehr
Jacques Christian Michel Widerkehr (* 18. April 1759 in Straßburg; † im April 1823 in Paris) war ein französischer Cellist und Komponist der Klassik.

## Leben
Jacques Widerkehr erhielt seine Ausbildung nach Aussage von Zeitgenossen bei Franz Xaver Richter, dem Kapellmeister am Straßburger Münster. Er selber hingegen bezeichnete sich in den Vorworten seiner Violinduos Op. 3 und 4 als ein Schüler seines Cellolehrers namens Joseph Dumonchau. Ab 1783 wirkte Widerkehr in Paris, als Cellist beim Concert spirituel und als freischaffender Cellolehrer und Komponist. Adolphe Adam soll bei ihm Unterricht in Harmonielehre erhalten haben.
Seine bekanntesten Werke sind mehrere Konzertante Sinfonien für verschiedene Blasinstrumente. Neben zwei verschollenen Sinfonien und einigen Vokalwerken, zum Teil Revolutionshymnen, schuf er vor allem Kammermusik.